# Prémio Screen Actors Guild Life Achievement
O Prémio Screen Actors Guild Life Achievement é atribuído anualmente pelo Screen Actors Guild através do National Honors and Tributes Committee.
Homenageia os atores que tiveram uma carreira de excelência, fomentando e protegendo a profissão e os seus ideais. A sua atribuição precede mais de 30 anos a 1.ª edição dos Prémios Screen Actors Guild em 1994, tendo sido anualmente homenageados atores e atrizes desde 1962, exceto em 1964, 1981 e 2020.

## Homenageados
O ano refere-se ao do anúncio. O prémio é normalmente entregue na cerimónia realizada no início do ano seguinte.
| - 1962: Eddie Cantor - 1963: Stan Laurel - 1965: Bob Hope - 1966: Barbara Stanwyck - 1967: William Gargan - 1968: James Stewart - 1969: Edward G. Robinson - 1970: Gregory Peck - 1971: Charlton Heston - 1972: Frank Sinatra - 1973: Martha Raye - 1974: Walter Pidgeon - 1975: Rosalind Russell - 1976: Pearl Bailey - 1977: James Cagney - 1978: Edgar Bergen - 1979: Katharine Hepburn - 1980: Leon Ames - 1982: Danny Kaye - 1983: Ralph Bellamy - 1984: Iggie Wolfington | - 1985: Paul Newman e Joanne Woodward - 1986: Nanette Fabray - 1987: Red Skelton - 1988: Gene Kelly - 1989: Jack Lemmon - 1990: Brock Peters - 1991: Burt Lancaster - 1992: Audrey Hepburn - 1993: Ricardo Montalban - 1994: George Burns - 1995: Robert Redford - 1996: Angela Lansbury - 1997: Elizabeth Taylor - 1998: Kirk Douglas - 1999: Sidney Poitier - 2000: Ossie Davis e Ruby Dee - 2001: Edward Asner - 2002: Clint Eastwood - 2003: Karl Malden - 2004: James Garner - 2005: Shirley Temple | - 2006: Julie Andrews - 2007: Charles Durning - 2008: James Earl Jones - 2009: Betty White - 2010: Ernest Borgnine - 2011: Mary Tyler Moore - 2012: Dick Van Dyke - 2013: Rita Moreno - 2014: Debbie Reynolds - 2015: Carol Burnett - 2016: Lily Tomlin - 2017: Morgan Freeman - 2018: Alan Alda - 2019: Robert De Niro - 2020: não atribuído devido à Pandemia de COVID-19 - 2021: Helen Mirren - 2022: Sally Field - 2023: Barbra Streisand - 2024: Jane Fonda |